# 宗嘎镇
宗嘎镇（藏語：རྫོང་དགའ，威利转写：rdzong dga'），是中华人民共和国西藏自治区日喀则市吉隆县下辖的一个乡镇级行政单位。

## 行政区划
宗嘎镇下辖以下地区：
宗嘎社区、普拉村、加木村、贡普村、杂龙村、夏村和沃玛村。